# Juan Evangelista Córdoba
Juan Evangelista Córdoba – kolumbijski bokser, brązowy medalista igrzysk Ameryki Środkowej i Karaibów w San Juan z roku 1966.

## Kariera
W 1966 roku Córdoba zajął trzecie miejsce w kategorii lekkośredniej na igrzyskach Ameryki Środkowej i Karaibów, które rozgrywane były w San Juan. W ćwierćfinale igrzysk pokonał przez techniczny nokaut w drugiej rundzie reprezentanta Meksyku Agustína Zaragozę. Półfinałowy pojedynek z Portorykańczykiem Eustaquio Carrasco zakończył się porażką Kolumbijczyka na punkty. Córdoba zwyciężył w walce o trzecie miejsce, zdobywając brązowy medal w kategorii lekkośredniej.